# Роберт Зеллік
Роберт Брюс Зеллік (англ. Robert Bruce Zoellick; нар. 25 липня 1953, Непервілл, Іллінойс) — американський банкір німецького походження, акціонер банку Goldman Sachs, колишній співробітник ФРС США, 11-й президент Світового банку (з 1 липня 2007 по 30 червня 2012). До цього обіймав посаду керуючого менеджера Goldman Sachs.

## Життєпис
Зеллік був торговим представником (з 7 лютого 2001 по 22 лютого 2005) і заступником держсекретаря США Кондолізи Райс при адміністрації президента Джорджа Вокера Буша (з січня 2005 по липень 2006).
Він входив до внутрішнього кола радників з міжнародної політики Джорджа Буша, який включав Пола Вулфовіца, Річарда Армітіджа, Річарда Перла, Стівена Гедлі, Роберта Блеквілла та Дова Закхейма.
У 1992 році він отримав звання Лицаря Великого Хреста ордена «За заслуги перед Німеччиною» за його внесок у возз'єднанні Німеччини.
Раніше він був радником (1989-1992) та заступником адміністрації президента Джорджа Герберта Вокера Буша (1992-1993).